# برنو (کومونه)
برنو (به ایتالیایی: Breno) یک کومونه در ایتالیا است که در استان برشا واقع شده‌است.

## خصوصیات
برنو ۵۸ کیلومترمربع مساحت و ۴٬۹۸۶ نفر جمعیت دارد و ۳۴۳ متر بالاتر از سطح دریا واقع شده‌است.